# Chalcopasta arizona
Chalcopasta arizona là một loài bướm đêm trong họ Noctuidae.